# Рефлексологія (нетрадиційна медицина)

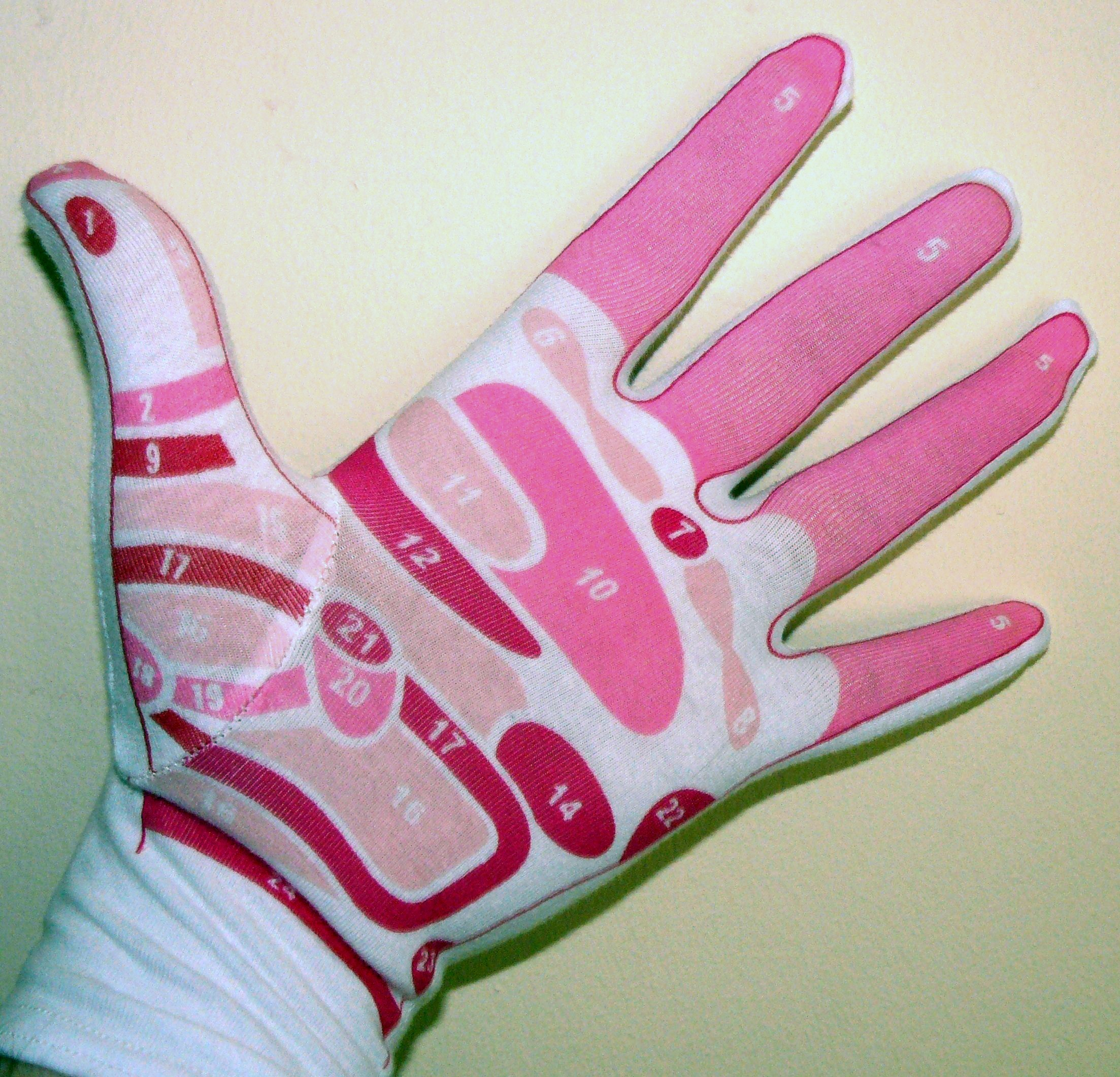
Приклад рефлексологічної схеми, яка демонструє ділянки, пов'язані, на думку рефлексологів, із різними органами тіла

Рефлексологія — один з напрямків нетрадиційної медицини, споріднений з акупперсурою та акупунктурою. Являє собою мануальний вплив на специфічні ділянки ступнів, рук або вух, іноді з використанням інструментів, масел і лосьйонів. Заснована на впевненості рефлексологів про те, що на ступнях, руках і вухах людини знаходиться система областей, що відображає людський організм в цілому, і що вплив на цю систему викликає фізіологічний ефект у відповідних частинах тіла.
Серед рефлексологів не має єдиної думки про механізм дії рефлексології. Рефлексологи ділять тіло людини на десять «зон», по п'ять праворуч і ліворуч. Багато хто з них дотримуються стандартного пояснення про відповідність областей на ступнях, руках і вухах «зонам» тіла людини, і що вплив на ці області покращує здоров'я шляхом гармонізації та відновлення правильного руху «життєвої енергії» ці. Практикуючі вважають, що за допомогою рефлексології можливо діагностувати і лікувати безліч захворювань, знімати стрес і болі в різних частинах організму. Поширені серед рефлексологів переконання про те, що за допомогою свого впливу вони посилають сигнали, «балансують» нервову систему або сприяють виробленню хімічних сполук, таких як ендорфіни, що знижують стрес і біль.
Рефлексологія нерідко критикується за суперечність із загальноприйнятими сучасними медичними концепціями, за відсутність наукових підстав своїх теорій і практик і за відсутність свідчень на користь своєї ефективності, аж до розгляду рефлексології як псевдонауки. Теорії про існування «життєвої енергії», подібної до ці, і її рух всередині організму відкидаються науковим співтовариством як ненаукові і метафізичні. У 2009 році систематичний огляд рандомізованих контрольованих клінічних досліджень привів до висновку, що на той момент не існувало жодного об'єктивного свідчення на користь того, що рефлексологія є ефективним способом лікування будь-якого захворювання. Недоліки державного регулювання, акредитації та ліцензування також призводять до критики рефлексології. Особливе занепокоєння вчених викликають випадки, загальні для псевдонаукових способів лікування, коли пацієнти цілком довіряються рефлексології і або запізнюються з медичним лікуванням, або зовсім від нього відмовляються, що пов'язано з серйозним ризиком для здоров'я.